# Olsenbanden og Dynamitt-Harry går amok
Olsenbanden og Dynamitt-Harry går amok, deutscher Festivaltitel: Die Olsenbande und Dynamit-Harry laufen Amok, ist der vierte Film aus der Filmreihe der Olsenbande. Die norwegische Kriminalkomödie ist ein Film von Knut Bohwim und eine Neuverfilmung des dänischen Filmes Die Olsenbande läuft Amok aus der Filmreihe zur Olsenbande und hatte in Norwegen am 29. November 1973 seine Premiere.

## Handlung

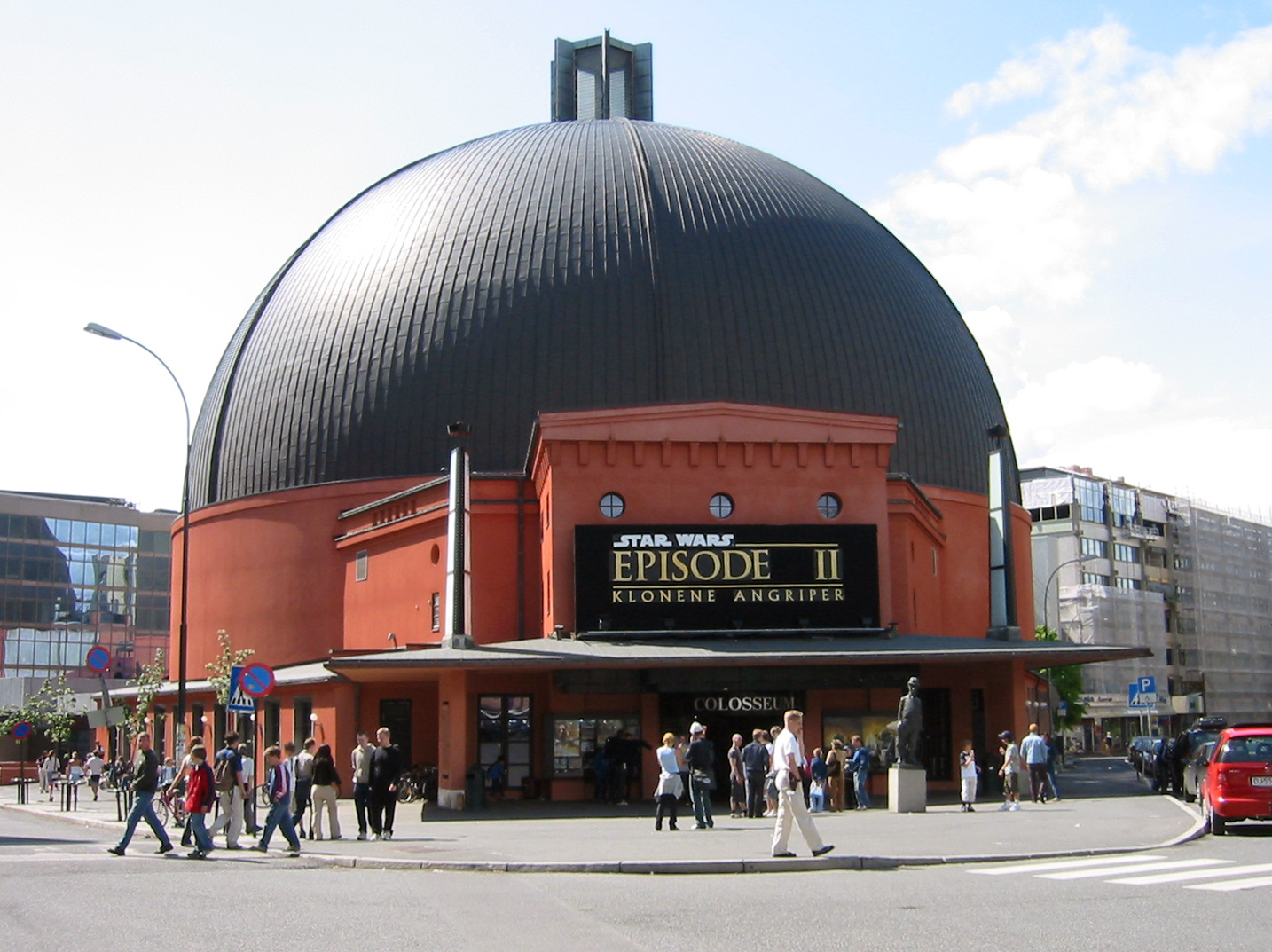
Auf die Kuppel des Osloer Kinos Colosseum flieht Egon nach einem gescheiterten Einbruch der Olsenbande. In demselben Kino fand auch die Premiere des Filmes am 29. November 1973 statt.

Die Olsenbande plant, die Tageseinnahmen des Osloer Kinos Colosseum zu stehlen. Bei der Durchführung scheint zunächst alles zu gelingen, bis der unerwartet auftauchende und betrunkene Dynamit-Harry Egons Plan völlig durcheinanderbringt und jener dabei auch noch versehentlich die Alarmanlage auslöst. Benny, Kjell und Dynamit-Harry können gerade noch rechtzeitig – beim Eintreffen der Polizei – über die Nottreppe des Kinos entkommen. Egon wählt aber den falschen Fluchtweg, eine Leiter, die nach oben führt und eine Sackgasse ist. Olsen wird schließlich auf der Kuppel des Kinos verhaftet.
Als nach acht Wochen Haft Egon wieder aus dem Osloer Botsfengselet entlassen wird, stehen diesmal nicht, wie sonst üblich, Benny und Kjell davor, um ihn abzuholen. Dafür schleicht sich jetzt Dynamit-Harry aus einem Busch vor dem Gefängnis zu Olsen an und bittet diesen um Entschuldigung, dass er ihm den Coup im Osloer Colosseum vermasselt hat. Gleichzeitig erklärt er, dass er dem Alkohol endgültig abgeschworen hat, und bietet Egon eine Zusammenarbeit für einen gemeinsamen Bruch an. Dynamit-Harry erzählt Egon von dem neuen Leben seiner ehemaligen Partner als ehrbare Arbeitnehmer, was Olsen ihm zunächst nicht glaubt. Nachdem Egon zu Hause bei Kjell und Valborgs Wohnung ankommt, muss er aber feststellen, dass seine Bandenmitglieder Kjell und Benny sich von ihm losgesagt haben und Dynamit-Harry doch Recht hatte. Der Grund dafür ist Benny, der einen neuen Weg gefunden zu haben glaubt, seine Geldsorgen loszuwerden: Er will Ragna heiraten, die unansehnliche Tochter des Ladenbesitzers Quist. Egon kommt daher zunächst bei Dynamit-Harry unter. Anstatt seinen eigentlichen Plan durchzuführen, der sich um den Tresor des zwielichtigen Unternehmers Hallandsen dreht, beteiligt er sich an einem von Harry geplanten Einbruch in einen Krämerladen. Im Lager des Geschäftes soll ein Franz-Jäger-Tresor stehen, der angeblich mit viel Geld vom Besitzer des Ladens gefüllt sein soll. Wie sich herausstellt, führt dieser Coup ausgerechnet in Quists Laden, wo Egon unverhofft auf Benny und Kjell trifft, die gerade dabei sind, unbezahlte Überstunden zu verrichten. Dabei stellt sich heraus, dass der Tresor bis auf wertlose Sachen leer ist. Quist wird vom Lärm in seinem Lager aufmerksam und überrascht Benny und Kjell vor seinem geöffneten Panzerschrank, während Egon in letzter Sekunde fliehen kann. Quist hält so irrtümlich Kjell und Benny für die Einbrecher und lässt sie daher verhaften. Gemeinsam mit Kjells Sohn Basse kann sie Egon – Dank seiner umfangreichen Kenntnisse über den Transport von Strafgefangenen – jedoch befreien, und die drei versöhnen sich wieder. Egon kann endlich beginnen, mit Benny und Kjell seinen Plan vorzubereiten. Die Olsenbande spioniert als Erstes dazu das Unternehmen von Hallandsen aus. Die Firma von Hallandsen ist getarnt als ein großes Lebensmittelunternehmen mit einem angeschlossenen Kühlhaus, aber in Wirklichkeit werden dort auch internationale Schwarzhandelsgeschäfte abgewickelt. Im Büro von Hallandsen steht der Tresor, in dem sechs Millionen Kronen Schwarzgeld deponiert sind, das sich jetzt die Olsenbande holen will. Sie besorgen sich so, wie auch sonst üblich, die entsprechenden Utensilien. Des Weiteren machen sie mit Dynamit-Harry vorher einen kleinen Bruch bei der Versicherungsgesellschaft Trofast A/S, um so ein wenig Startkapital für den großen Hallandsen-Coup zu haben. Egon gibt sich, bei einer Abwesenheit von Hallandsen in seiner „Firma“, als der mächtige Überboss aus Deutschland aus und Benny und Kjell als dessen Bodyguards. Olsen kann so einen Plan entwickeln, um das Sicherheitssystem von Hallandsen auszutricksen. Auch die Polizei mit Kriminalkommissar Hermansen beobachtet Hallandsens Firma in Oslo schon länger und möchte ihn gerne mit dem Schwarzgeld überführen. Davon hängt unter anderem auch eine Beförderung von Hermansen ab. Die Polizei hält, als sie von weitem die Olsenbande in entsprechender Verkleidung beobachtet, Egon für den großen Boss des Unternehmens. Des Weiteren nimmt die Polizei an, dass dort demnächst eine größere illegale Transaktion stattfindet, bei der man endlich das gesuchte Schwarzgeld beschlagnahmen kann und Hallandsen sowie seine Helfer auf frischer Tat verhaften könnte. Die Polizei versucht daher, den vermeintlichen Gangsterboss Egon Olsen weiter zu verfolgen und zu beschatten. Nachdem die Olsenbande sich von der observierenden Polizei unauffällig hat absetzen können und nachdem alle Vorbereitungen abgeschlossen sind, gehen sie in Kjells Wohnung, um das weitere detaillierte Vorgehen zu besprechen.
Unerwartet tauchen jedoch wieder die Quists auf, um sich mit Benny und Kjell zu versöhnen. Egon ist erbost, als Benny sich entschließt, bei seinen Heiratsplänen zu bleiben. Er verlässt Kjell und Benny und beginnt jetzt seinen Coup entsprechend dem abgesprochenen Zeitplan allein durchzuführen. Tatsächlich gelingt es ihm, allein in Hallandsens Firma einzudringen und dessen hochmodernen Tresor zu öffnen und sich seine Millionen zu holen. Olsen wird aber nach seiner erfolgreichen Mission auf dem Rückweg von einem Kontrollgang überrascht und versteckt sich schnell unerkannt in einer Fisch-Kühlkammer.
Bei Quists großer Versöhnungsfeier mit Benny, Kjell, Ragna sowie ihren Familien kommt jedoch ans Licht, dass auch Ragnas Vater unter Geldproblemen leidet und sich gerade von Benny, den er für einen Akademiker hält, eine Lösung erhofft. Nachdem Kjell und Benny erkannt haben, dass sie auf das falsche Pferd gesetzt haben, eilen sie bestürzt Egon zu Hilfe. Sie kommen gerade noch rechtzeitig und können mit Hilfe von Dynamit-Harrys Sprengung den fast erfrorenen Egon aus der Kühlkammer des Gefrierhauses befreien und mit Hallandsens Millionen fliehen. Die Polizei stürmt fast zur selben Zeit die Scheinfirma von Hallandsen. Aber die besten Experten der Polizei schaffen es nicht, Hallandsens hochmodernen Tresor zu öffnen. Hermansen kommt dabei eine Idee in den Sinn: Egon Olsen ist der Mann mit der besten Reputation in diesem Fachgebiet. Er schickt eine Polizeistreife los, um Olsen zu bitten, im Dienste des norwegischen Staates einen Panzerschrank zu knacken. Als jedoch die Polizei bei Kjells Haus auftaucht, um Egon als Tresorknacker für Hallandsens Safe zu engagieren, bekommen Benny und Kjell Angst und werfen das Geld aus dem Fenster in eine Mülltonne. Gerade in diesem Moment werden aber die Mülltonnen auf der Straße geleert und der rote Geldkoffer landet in der Müllverbrennungsanlage. Benny und Kjell, die das zwar noch mitbekommen, fahren gleich hinterher, sie kommen aber zu spät. Durch diesen unglücklichen Zufall steigen Benny, Kjell, Valborg und Basse nun ohne Geld in den Flieger nach Mallorca. Egon, der im Auftrag von Hermansen den Hallandsen-Tresor geöffnet hat, wird anschließend mit einer kleinen Belohnung ausgestattet und noch schnell zum Flughafen gefahren. Als Hermansen danach feststellt, dass der Panzerschrank jedoch leer ist, ist dieser total verzweifelt. Aber auch Egon, als er im Flugzeug von Benny erfährt, dass das ganze Geld futsch ist.

## Kritiken
„Die Serie wird besser - Der Kinokassenschlager ist erneut dem Markt, und dies in erheblich besserer Form als zuvor. Die schlimmsten Banalitäten und Schwächen sind weg. Aber für viele wird es dennoch eine Enttäuschung sein, denn in der ersten halben Stunde des Films kommt er nicht so recht voran. Da wird viel geredet, ohne Pointen, und mit wenig Handlung. Aber doch, meint der unterzeichnete, dass man einen Schritt weitergekommen ist. Nicht etwa, dass man sich vor Lachen nicht halten konnte. Aber man kann sich nett vergnügen, vor allem wenn man Harald Heide-Steen junior in seiner Form mag.“